# SOMACOA
SOMACOA (Société Malgache de Construction Automobile) – działająca w latach 1962–1981 fabryka w Antananarywie montująca samochody. 

## Historia
Po odzyskaniu niepodległości Prezydent Republiki Madagaskaru Philibert Tsiranana dążył do rozwijania przemysłu samochodowego. 23 grudnia 1962 roku powstała spółka w której jedna trzecią udziałów miał rząd Madagaskaru. Fabrykę zbudowano w Antananarywie na terenie pól ryżowych. Pierwszy samochód zjechał z linii w sierpniu 1962 roku. Otwarcie miało miejsce 8 listopada. Z tej okazji podarowano rządowi Madagaskaru wyprodukowany przez zakład ambulans. W uroczystości wziął udział prezydent Madagaskaru i dyrektor generalny firmy Renault Pierre Dreyfus. Francuskiego pochodzenia była tylko niewielka część pracowników zajmująca się kierowaniem produkcją, pozostali łącznie z administracją byli miejscowi. W fabryce pracowały dwie linie montażowe. W 1981 roku rząd zawiesił wszystkie licencje importowe i fabryka SOMACOA została zamknięta. Samochody takie jak R4 czy Citroën 2CV wyprodukowane przez fabrykę nadal (2018) jeżdżą po drogach Madagaskaru.

## Produkcja
5 września 1962 roku rozpoczęto produkcję Renault 4 w wersji osobowej, a 5 lat później w wersji towarowej. Montowano również ciężarówki i inne samochody osobowe m.in. firmy Peugeot. Rocznie montowano od 500 do 1000 samochodów Renault co w połowie lat 60. XX wieku było jedną trzecią wszystkich zarejestrowanych na wyspie samochodów. 